# 妮娜琦珈

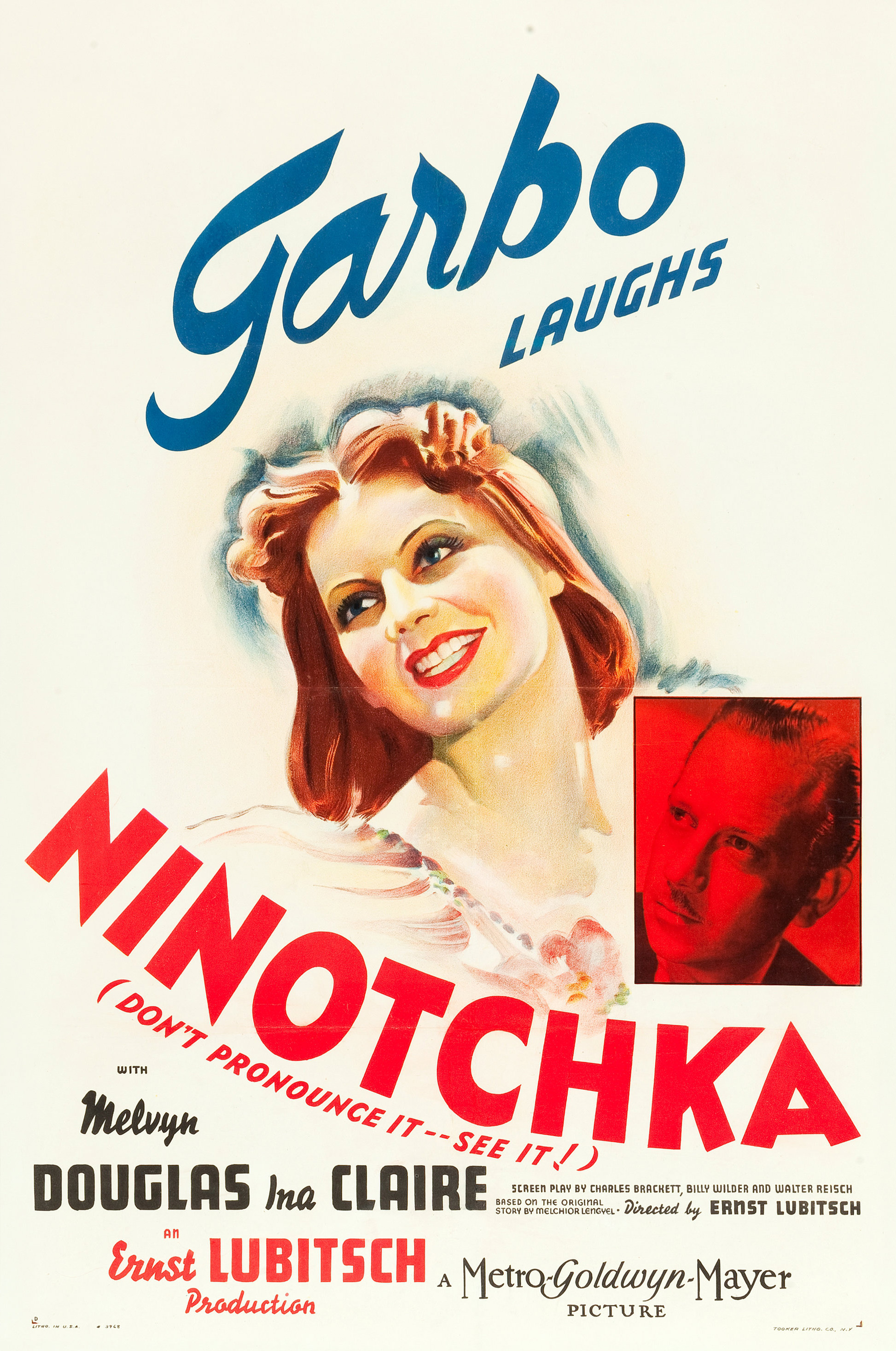
電影海報

《妮娜琦珈》（英語：Ninotchka，臺灣譯《妮娜琦珈》、影碟譯《俄宮豔使》，香港譯《蘇俄艷使》，星馬譯《欽差艷史》）是1939年美國的一部電影。由美高梅公司製作。製作人和導演是恩斯特·劉别謙，主演是葛麗泰·嘉寶和梅爾文·道格拉斯。這是一部嘲諷蘇聯的喜劇電影，也是葛麗泰·嘉寶首次出演喜劇電影。葛麗泰·嘉寶在此之前多出演嚴肅角色，因此該片在上映時曾使用「嘉寶要笑了」作為宣傳口號。電影取得了很高的票房，並且被選入AFI百年百大喜劇電影。

## 外部連結
- 互联网电影数据库（IMDb）上《妮娜琦珈》的资料（英文）
- 爛番茄上《妮娜琦珈》的資料（英文）
- AllMovie上《Ninotchka》的资料（英文）
- TCM电影资料库上《妮娜琦珈》的资料（英文）
- Ninotchka（页面存档备份，存于） film trailer
- Ninotchka（页面存档备份，存于） at Virtual History
- Ninotchka on Screen Guild Theater: April 21, 1940